# Piper subrugosum
Piper subrugosum é uma espécie de  planta do gênero Piper e da família Piperaceae.

## Taxonomia
A espécie foi descrita em 1966 por Truman G. Yuncker.

## Forma de vida
É uma espécie terrícola e arbustiva.

## Descrição
Arbusto glabro com pecíolo de 0,5-1 cm de comprimento, lâmina foliar com 10-12 nervuras até ao ápice, impressas na face adaxial, superfície adaxial rugosa, pedúnculo de 1 cm de comprimento; espiga de 4 cm de comprimento, raque fimbriada, bráctea floral lunar-alada-glabra, fruto oblongo-obovóide

## Conservação
A espécie faz parte da Lista Vermelha das espécies ameaçadas do estado do Espírito Santo, no sudeste do Brasil. A lista foi publicada em 13 de junho de 2005 por intermédio do decreto estadual nº 1.499-R.

## Distribuição
A espécie é endêmica do Brasil e encontrada nos estados brasileiros de Bahia, Espírito Santo e Rondônia.
A espécie é encontrada nos  domínios fitogeográficos de Floresta Amazônica e Mata Atlântica, em regiões com vegetação de floresta ombrófila pluvial.